# Copa d'Europa de futbol 1983-84
La Copa d'Europa de futbol 1983-84 fou l'edició número vint-i-nou en la història de la competició. Es disputà entre l'octubre de 1983 i el maig de 1984, amb la participació inicial de 32 equips de 32 federacions diferents.
La competició fou guanyada pel Liverpool a la final enfront de la Roma a qui derrotà a la tanda de penals.

## Primera ronda
| Equip 1                  | Global       | Equip 2         | Anada | Tornada |
| ------------------------ | ------------ | --------------- | ----- | ------- |
| Odense                   | 0-6          | Liverpool       | 0-1   | 0-5     |
| Lech Poznań              | 2-4          | Athletic Club   | 2-0   | 0-4     |
| Ajax                     | 0-2          | Olympiacos      | 0-0   | 0-2     |
| Benfica                  | 6-2          | Linfield        | 3-0   | 3-2     |
| Rába ETO Győr            | 4-1          | Vikingur        | 2-1   | 2-0     |
| Dinamo Minsk             | 3-2          | Grasshopper     | 1-0   | 2-2     |
| Kuusysi                  | 0-4          | Dinamo Bucarest | 0-1   | 0-3     |
| Hamburg                  | abandonament | Vllaznia        | -     | -       |
| Fenerbahçe               | 0-5          | Bohemians Praga | 0-1   | 0-4     |
| Rapid Viena              | 4-3          | Nantes          | 3-0   | 1-3     |
| Athlone Town             | 4-11         | Standard Liège  | 2-3   | 2-8     |
| Ħamrun Spartans          | 0-6          | Dundee United   | 0-3   | 0-3     |
| CSKA Septemvrijsko Zname | 4-4¹         | Omonia          | 3-0   | 1-4     |
| Roma                     | 4-2          | IFK Göteborg    | 3-0   | 1-2     |
| Dynamo Berlin            | 6-1          | Jeunesse Esch   | 4-1   | 2-0     |
| Partizan                 | 5-1          | Viking          | 5-1   | 0-0     |

¹ CSKA Septemvrijsko Zname passà a la segona ronda per la regla del valor doble dels gols en camp contrari.

## Segona ronda
| Equip 1                  | Global | Equip 2       | Anada | Tornada |
| ------------------------ | ------ | ------------- | ----- | ------- |
| Liverpool                | 1-0    | Athletic Club | 0-0   | 1-0     |
| Olympiacos               | 1-3    | Benfica       | 1-0   | 0-3     |
| Rába ETO Győr            | 4-9    | Dinamo Minsk  | 3-6   | 1-3     |
| Dinamo Bucarest          | 5-3    | Hamburg       | 3-0   | 2-3     |
| Bohemians Praga          | 2-2¹   | Rapid Viena   | 2-1   | 0-1     |
| Standard Liège           | 0-4    | Dundee United | 0-0   | 0-4     |
| CSKA Septemvrijsko Zname | 0-2    | Roma          | 0-1   | 0-1     |
| Dynamo Berlin            | 2-1    | Partizan      | 2-0   | 0-1     |

¹ Rapid Viena passà a Quarts de final per la regla del valor doble dels gols en camp contrari.

## Quarts de final
| Equip 1      | Global | Equip 2         | Anada | Tornada |
| ------------ | ------ | --------------- | ----- | ------- |
| Liverpool    | 5-1    | Benfica         | 1-0   | 4-1     |
| Dinamo Minsk | 1-2    | Dinamo Bucarest | 1-1   | 0-1     |
| Rapid Viena  | 2-2¹   | Dundee United   | 2-1   | 0-1     |
| Roma         | 4-2    | Dynamo Berlin   | 3-0   | 1-2     |

¹ Dundee United progressed to the Semifinals per la regla del valor doble dels gols en camp contrari.

## Semifinals
| Equip 1       | Global | Equip 2         | Anada | Tornada |
| ------------- | ------ | --------------- | ----- | ------- |
| Liverpool     | 3-1    | Dinamo Bucarest | 1-0   | 2-1     |
| Dundee United | 2-3    | Roma            | 2-0   | 0-3     |

## Final
| Liverpool | 1-1 | Roma       |
| --------- | --- | ---------- |
| Neal 13'  |     | Pruzzo 42' |

|                                         |       | Penals                                      |  |
| Nicol · Neal · Souness · Rush · Kennedy | 4 – 2 | Di Bartolomei · Conti · Righetti · Graziani |  |

| Guanyador de la Copa d'Europa 1983-84 |
| ------------------------------------- |
| Liverpool Quart títol                 |